# Tarbha
Tarbha é uma cidade no distrito de Sonapur, no estado indiano de Orissa.

## Demografia
Segundo o censo de 2001, Tarbha tinha uma população de 7993 habitantes. Os indivíduos do sexo masculino constituem 51% da população e os do sexo feminino 49%. Tarbha tem uma taxa de literacia de 68%, superior à média nacional de 59.5%: a literacia no sexo masculino é de 78% e no sexo feminino é de 58%. Em Tarbha, 12% da população está abaixo dos 6 anos de idade.